# Alfisol

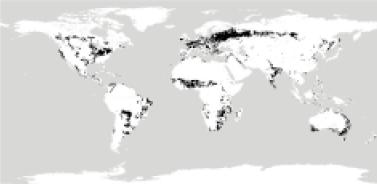
La distribuzione degli Alfisol

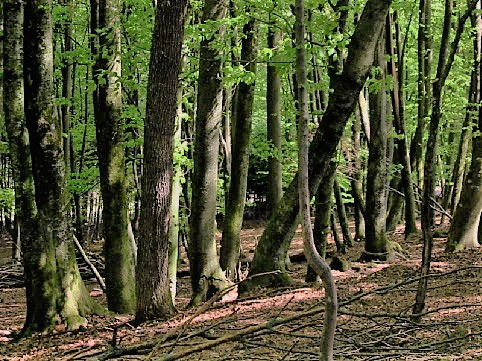
Uno degli ambienti in cui si possono sviluppare degli Alfisol è la foresta temperata decidua.

L'ordine degli Alfisol, indicato con il suffisso alf, è uno dei dodici ordini della tassonomia del suolo secondo USDA.

## Caratteristiche
I suoli appartenenti a questo ordine presentano un epipedon ochrico o umbrico, un orizzonte argillico o natrico e un tasso di saturazione in basi da moderato ad alto (>35% entro 1,25 m dalla profondità del limite superiore dell'orizzonte Bt, oppure entro 1,8 m dalla superficie, oppure ancora alla profondità in cui si osserva un contatto con la roccia madre); altra caratteristica di questi terreni è che sono umidi per almeno tre mesi l'anno (ciò significa che l'acqua è ritenuta ad una tensione inferiore ai 1.500 kPa).
Gli Alfisuoli sono, più generalmente, il risultato di processi pedogenetici che hanno portato alla traslocazione verso il basso (lisciviazione) di argille, ma senza eccessiva perdita in basi di scambio; la presenza contemporanea di queste due caratteristiche implica che suoli di questo tipo devono essere:
- sufficientemente "anziani" da aver consentito il fenomeno della lisciviazione di argilla (alcune migliaia di anni, in ambiente temperato; meno, in ambiente tropicale);[1]
- non così evoluti, d'altro canto, da essere stati interessati da lisciviazione così intensa da aver portato il tasso di saturazione in basi al di sotto del 35%; va però sottolineato che questo criterio ha significato se la temperatura media annua del suolo è maggiore di 8 °C.

L'orizzonte argillico di illuviazione può essere sostituito in alcuni suoli (preferenzialmente in zone tropicali con forte alternanza stagionale tra clima umido e secco) da un orizzonte natrico o kandico. In alcuni alfisuoli si può osservare un orizzonte indurito (duripan), a volte con presenza di plintite. Possono rinvenirsi inoltre dei fragipan o degli orizzonti glossici derivanti da degradazione di un orizzonte argillico.
Gli Alfisol sono estesi in zone della Terra molto differenti e sono pertanto sottoposti a differenti regimi di temperatura; in climi caldi sono spesso compresi tra la zona degli Aridisol ed Entisol dei climi aridi e gli Inceptisol, Ultisol e Oxisol dei climi più umidi tropicali; nelle zone più fredde (temperate e temperato-fredde) sono confinanti con i Mollisol delle zone più secche a prateria e gli Spodosol della foresta di conifere.
Gli Alfisol sono generalmente piuttosto fertili, visto il non eccessivo impoverimento in basi di scambio; sono perciò, in parecchi casi, acquisiti all'agricoltura; possono presentarsi però problemi in caso di erosione degli orizzonti superiori. Dove non sono utilizzati agronomicamente, supportano generalmente vegetazione forestale decidua; alcuni alfisuoli si ritrovano, tuttavia, in zone tropicali e subtropicali.

## Sottordini
L'ordine viene suddiviso in cinque sottordini:
- Aqualf: Alfisol che manifestano condizioni aquiche;
- Cryalf: Alfisol sviluppatisi in località a clima freddo;
- Ustalf: Alfisol con un regime di umidità ustico;
- Xeralf: Alfisol con un regime di umidità xerico;
- Udalf: Alfisol con un regime di umidità udico.

### Aqualf

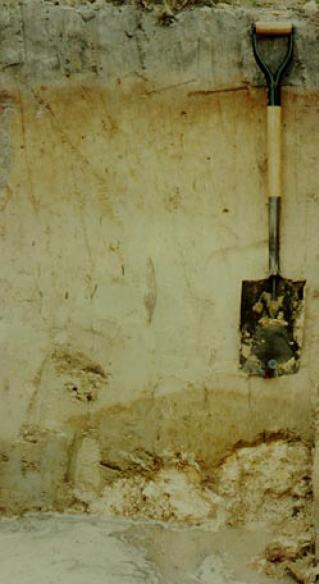
Arenic Albaqualf, Florida.

Il sottordine degli Aqualf include gli Alfisol che manifestano le cosiddette condizioni aquiche, segnalate dalle screziature redox che si possono osservare nel profilo. In molti di questi suoli la falda acquifera risale fino a raggiungere quasi il piano di campagna per alcuni periodi durante l'anno, discendendo negli altri periodi al di sotto dell'orizzonte argillico o kandico permettendo così la traslocazione verso il basso di argilla, caratteristica di tutti gli Alfisol.
Gli Aqualf sono suoli normalmente associati a vegetazione forestale; data la loro prevalente estensione in zone molto antropizzate, tuttavia, buona parte di questi terreni vengono drenati artificialmente e coltivati; altri Aqualf si estendono in zone tropicali a savana. Si pensa, comunque, che tutti gli Aqualf abbiano supportato vegetazione forestale, in qualche periodo della loro vita.
Il sottordine degli Aqualf si suddivide ulteriormente in undici grandi gruppi:
- Cryaqualf: Aqualf con un regime di temperatura cryico o isofrigido.
- Albaqualf: sono gli Aqualf che hanno un orizzonte albico di eluviazione, che rimane asciutto per un certo numero di giorni durante la stagione calda.
- Duraqualf: sono gli Aqualf in cui si osserva la presenza di un duripan; possono avere una plintite, anche se non continua o che occupi tutto il volume di un orizzonte.
- Endoaqualf: gli Aqualf che si sviluppano in zone soggette a endosaturazione.
- Epiaqualf: gli Aqualf che si sviluppano in zone soggette a episaturazione.
- Fragiaqualf: sono gli Aqualf in cui si osserva un fragipan a meno di 1 metro di profondità dalla superficie del suolo minerale.
- Glossaqualf: sono degli Aqualf che presentano un orizzonte glossico; si sviluppano nei climi più umidi.
- Kandiaqualf: Aqualf che presentano un orizzonte kandico: si sviluppano generalmente in climi caldi e abbastanza umidi, con vegetazione forestale subtropicale, su pianure o pendii lievi.
- Natraqualf: Aqualf con presenza di un orizzonte natrico; si osserva spesso anche un orizzonte albico.
- Vermaqualf: sono gli Aqualf che presentano almeno uno strato (spesso più di 25 cm) entro i primi 100 cm dalla superficie del suolo minerale, in cui più del 50% in volume presenta segni di bioturbazioni.
- Plinthaqualf: gli Aqualf in cui si osserva una plintite su più del 50% in volume di uno strato compreso tra i 30 e i 150 cm di profondità.

### Cryalf

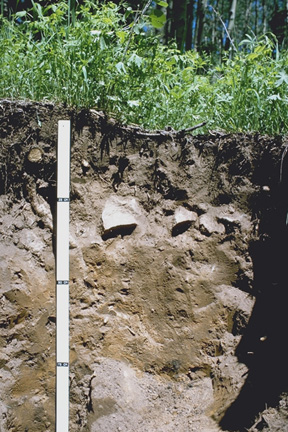
Typic Haplocryalf, Colorado.

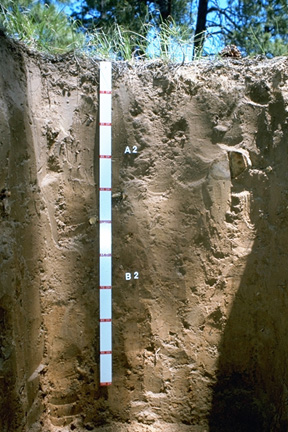
Typic Paleustalf, Colorado.

Il sottordine dei Cryalf include gli Alfisol che si sviluppano in condizioni di clima freddo, cioè in località caratterizzate da regime di temperatura cryico; sono diffusi in alcune zone di pianura di Europa, America e Asia ad alte latitudini. Parecchi di questi suoli si estendono in zone di transizione con i suoli appartenenti all'ordine degli Spodosol (i podzol della foresta di conifere)
Il sottordine dei Cryalf si spartisce ulteriormente in tre grandi gruppi:
- Glossocryalf: sono i Cryalf che presentano un orizzonte glossico; normalmente questo si accompagna ad un orizzonte argillico, kandico o natrico, che presenta delle lingue di materiali albici.
- Haplocryalf: i Cryalf senza l'orizzonte glossico; si sviluppano in zone vicine alla linea del permafrost: per questo motivo, confinano spesso con suoli degli ordini Gelisol e Histosol.
- Palecryalf: simili ai precedenti, ma con presenza di un epipedon più spesso indice di maggiore stabilità e di pedogenesi di durata superiore.

### Ustalf
Include gli Alfisuoli che si sviluppano in località caratterizzate da regime di umidità ustico. Sono quindi diffusi abbastanza estensivamente nelle zone subaride, in differenti regimi termici; la vegetazione dominante su questi tipi di suoli è quindi la savana o la prateria; i suoli di ambiente tropicale, dal nome del processo pedogenetico che li ha interessati (ferruginazione), venivano chiamati suoli ferruginosi tropicali.

Gli Ustalf tendono a formare una fascia tra gli Aridisol dei climi aridi e gli Oxisol, Ultisol, Inceptisol e Udalf dei climi più umidi.
Il sottordine degli Ustalf si suddivide in otto grandi gruppi:
- Durustalf: sono gli Ustalf che presentano un duripan entro il primo metro di profondità.
- Plinthustalf: sono gli Ustalf che possiedono una plintite entro 1,5 m dalla superficie; la plintite può essere continua, nell'orizzonte, oppure non esserlo ma rappresentare più del 50% in volume dell'orizzonte.
- Natrustalf: gli Ustalf con un orizzonte natrico; sono in una certa misura analoghi ai Solonetz di altre classificazioni pedologiche.
- Kandiustalf: gli Ustalf con un orizzonte kandico; sono suoli piuttosto vecchi e profondi, che presentano uno spesso orizzonte argillico dotato di alto tasso di saturazione in basi ma bassa capacità di scambio cationico. Si rilevano soprattutto in Africa e in Sudamerica, sulle superfici più vecchie.
- Kanhaplustalf: sono sostanzialmente analoghi ai Kandiustalf, tranne per il fatto che presentano un orizzonte argillico più sottile.
- Paleustalf: gli Ustalf a pedogenesi lunga; hanno spesso colori rossi o rossicci. Supportano una vegetazione erbacea o di foresta rada, e sono molto diffusi in Africa e nell'Asia meridionale.
- Rhodustalf: analogamente a quanto succede con Paleudalf e Rhodudalf, i Rhodustalf sono suoli analoghi a quelli del grande gruppo dei Paleustalf ma con spessori minori.
- Haplustalf: sono gli Ustalf "tipici", in cui si osserva un orizzonte argillico. Non sono di colore rosso o rossiccio, ma piuttosto di un marrone-rossastro o marrone-giallastro; sono suoli non molto spessi, e manifestano spesso un decremento regolare del contenuto in argilla con la profondità.

### Xeralf
Sono gli Alfisol che si sviluppano in località caratterizzate da regime di umidità xerico. Sono quindi diffusi abbastanza estensivamente nelle zone a clima mediterraneo; sono caratterizzati dall'essere secchi nel periodo estivo e umidi in quello invernale, quando diventa anche possibile un movimento di acqua nel profilo.

Sono spesso lisciviati; alcuni suoli appartenenti al sottordine (Palexeralf e Rhodoxeralf) sono i suoli rossi fersiallitici, molto diffusi in alcuni ambienti mediterranei.
Il sottordine degli Xeralf si suddivide in sette grandi gruppi:
- Durixeralf: sono gli Xeralf che presentano un duripan entro il primo metro di profondità, sottostante ad un orizzonte argillico o natrico.
- Natrixeralf: gli Xeralf con un orizzonte natrico; sono in una certa misura analoghi ai Solonetz di altre classificazioni pedologiche; pur senza manifestare le condizioni aquiche, hanno alcuni problemi di ristagno idrico.
- Fragixeralf: gli Xeralf che presentano un fragipan entro il primo metro di profondità. Comunemente, questi suoli manifestano screziature redox; si osserva spesso anche una falda sospesa che sale temporaneamente al di sopra dello strato a fragipan. Hanno solitamente problemi di drenaggio.
- Plinthoxeralf: sono gli Xeralf che possiedono una plintite entro 1,5 m dalla superficie; la plintite può essere continua, nell'orizzonte, oppure non esserlo ma rappresentare più del 50% in volume dell'orizzonte.
- Rhodoxeralf: Xeralf che manifestano colori rosso-brunastri: sono le tipiche terre rosse mediterranee.
- Palexeralf: gli Xeralf a pedogenesi molto lunga; molti appaiono decarbonatati in seguito a eluviazione. Sono discretamente estesi nel mondo e, allo stato naturale, supportano prevalentemente vegetazioni erbacee e cespugliose.
- Haploxeralf: sono gli Xeralf "tipici", in cui si osserva un orizzonte argillico o kandico di discreto spessore, con limiti generalmente netti, e alto tasso di saturazione in basi. Non manifestano arrossamenti nel profilo, né arricchimenti in sodio, né condizioni aquiche.

### Udalf
Sono gli Alfisol che si sviluppano in località caratterizzate da regime di umidità udico. Gli ortotipi (Typic Hapludalf) coincidono con i suoli bruni lisciviati di ambiente temperato, a clima oceanico piuttosto umido.
Originariamente coperti da foresta temperata, molti di questi suoli sono stati dissodati e utilizzati a scopo agricolo; come risultato, alcuni hanno perso l'orizzonte eluviale che li caratterizzava e presentano solo un orizzonte argillico o kandico sotto lo strato arato.
Il sottordine degli Udalf si suddivide in dieci grandi gruppi:
- Ferrudalf: sono gli Udalf che presentano sia un orizzonte glossico che un orizzonte argillico o kandico parzialmente cementati da ferro; sono suoli piuttosto rari nel mondo, e si sviluppano preferenzialmente in zone dove l'originaria vegetazione forestale è stata sostituita da vegetazione a ericacee. Possono avere un fragipan.
- Fragiudalf: sono gli Udalf che possiedono un fragipan entro 1 m dalla superficie ma non hanno un orizzonte natrico o glossico. Mostrano screziature redox a una certa profondità, risultato della presenza stagionale di una falda idrica sospesa.
- Fraglossudalf: possiedono un fragipan entro 1 m di profondità e un orizzonte glossico.
- Glossudalf: non presentano un orizzonte natrico o kandico e non hanno un fragipan; si osserva invece un orizzonte argillico il cui limite superiore è spezzato, per la presenza del soprastante orizzonte glossico.
- Hapludalf: sono gli Udalf "tipici", in cui si osserva (in un suolo indisturbato) un sottile orizzonte A, sovrastante un orizzonte più chiaro di eluviazione che a sua volta sovrasta un orizzonte argillico di illuviazione a tessitura più fine.
- Kandiudalf: gli Udalf con un orizzonte kandico; sono suoli piuttosto profondi (spessori metrici). La base dell'orizzonte kandico è a più di 1,5 m di profondità.
- Kanhapludalf: simili ai precedenti, con la differenza che la base dell'orizzonte kandico è a meno di 1,5 m di profondità.
- Natrudalf: gli Udalf con un orizzonte natrico; data la bassa permeabilità di quest'ultimo, in questi suoli si hanno, in certi periodi dell'anno, condizioni di saturazione del suolo che risultano in screziature redox.
- Paleudalf: gli Udalf che presentano spessori elevati, indici di pedogenesi abbastanza lunga su substrati stabili. Questa pedogenesi lunga fa sì che i Paleudalf abbiano caratteristiche che li avvicinano agli Ultisol, quali il tasso di saturazione in basi piuttosto basso. All'osservazione, i Paleudalf non hanno orizzonte natrico, né glossico, né kandico; l'orizzonte argillico può presentarsi spezzato da glosse. Possono presentare una plintite.
- Rhodudalf: sono gli Udalf con spessori minori di quelli dei Paleudalf ma maggiori della media dell'intero sottordine; hanno spesso colori rosso scuro.